# Bodedia brevithorax
Bodedia brevithorax är en stekelart som beskrevs av André Seyrig 1952. Bodedia brevithorax ingår i släktet Bodedia och familjen brokparasitsteklar. Inga underarter finns listade.